# Opiomeloe
Opiomeloe là một chi bọ cánh cứng trong họ Meloidae.
Chi này được miêu tả khoa học năm 1985 bởi Selander.

## Các loài
Chi này gồm các loài:
- Opiomeloe flavipennis (Guérin-Ménéville, 1843)